# Kerk van de Hemelvaart van de Heilige Maagd Maria
De Kerk van de Hemelvaart van de Heilige Maagd Maria (Litouws: Kauno Švč. Mergelės Marijos Ėmimo į dangų bažnyčia) of Kerk van Vytautas de Grote (Vytauto Didžiojo bažnyčia) is een rooms-katholieke kerk in de oude binnenstad van Kaunas, Litouwen. Het is een van de oudste kerken in de stad.

## Geschiedenis

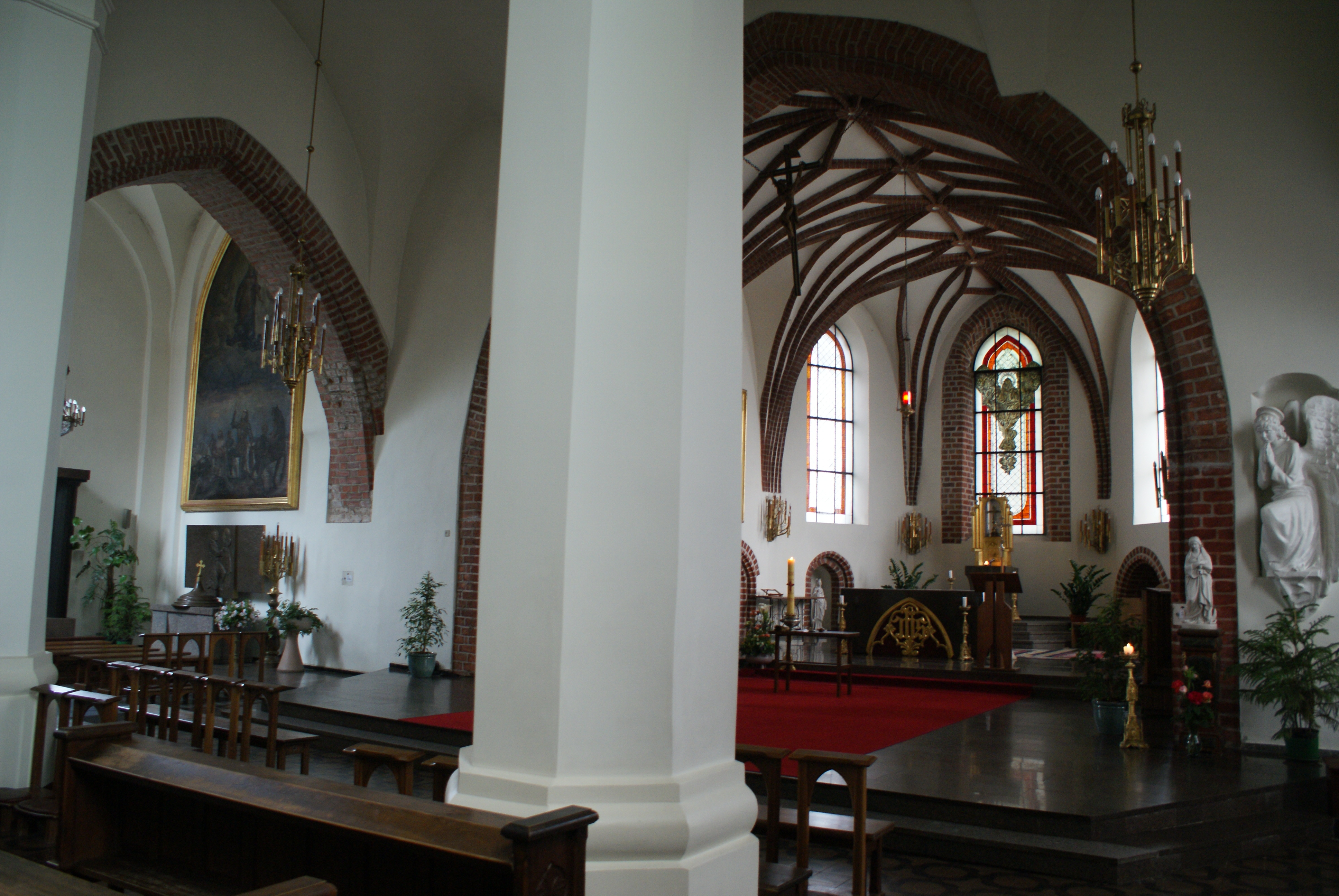
Overzicht interieur

De kerk werd rond 1400 gebouwd op de noordelijke oever van de Memel voor de franciscaner monniken en buitenlandse kooplieden. Opdrachtgever en financier was Vytautas de Grote die er de Heilige Maagd Maria mee wilde vereren voor het redden van zijn leven na een grote nederlaag in de slag bij de Vorskla-rivier.
In 1812 werd de kerk slachtoffer van brandschatting door Franse troepen. Het franciscaner klooster werd gesloten door de Russische autoriteiten na de Novemberopstand. In 1845 werd eveneens de rooms-katholieke kerk gesloten en later verbouwd en heropend als een orthodoxe kerk.
Het gebouw kreeg vanaf 1903 diverse profane bestemmingen en werd in 1919 teruggegeven aan de katholieke kerk. In de periodes 1931-1938 en 1978-1982 vonden er belangrijke renovatiewerkzaamheden plaats.

## Architectuur
De kerk werd in gotische stijl gebouwd en is een voorbeeld van de Litouwse baksteengotiek. Het kerkgebouw heeft de vorm van een latijns kruis.
Omdat de kerk dicht bij de rivier ligt had de kerk vroeger vaak last van overstromingen in het voorjaar. In de loop der tijd werd de grond aanmerkelijk verhoogd, waardoor de kerk aan hoogte verloor. Hierdoor moesten de vensters worden verkort en de zijportalen worden verwijderd.
De toren werd later toegevoegd en werd waarschijnlijk gebruikt om schepen over de Memel te helpen gidsen.
In de crypte van de kerk werd de Litouwse schrijver Juozas Tumas-Vaižgantas (1869–1933) ter ruste gelegd.